# Héctor Carrasco
Héctor Carrasco Pacheco (nacido el 22 de octubre de 1969 en San Pedro de Macorís) es un ex lanzador dominicano que jugó en las Grandes Ligas de Béisbol más que nada como relevista.
En una carrera de doce temporadas, Carrasco terminó con un registro de 44-50 con 19 salvamentos y una efectividad de 3.99 en 637 apariciones como relevista y diez como abridor.
Carrasco comenzó su carrera en las Grandes Ligas con los Rojos de Cincinnati en 1994, y también lanzó para los Reales de Kansas City, Mellizos de Minnesota, Medias Rojas de Boston, Orioles de Baltimore, Nacionales de Washington y Los Angelinos de Los Ángeles de Anaheim. El 15 de abril de 2000, mientras lanzaba por los Mellizos, Héctor entregó a Cal Ripken, Jr. su hit número 3000 en un partido en el Hubert H. Humphrey Metrodome. Su temporada más productiva fue en 2005 para los Nacionales, cuando se fue de 5-4 con una efectividad de 2.04 en 64 apariciones, permitiendo solo 59 hits en 88 entradas y limitando a los opositores a un promedio de bateo de .193. Se fue de 4-3 con una efectividad de 2.04 en 62.2 entradas como relevista, y 1-1 con una efectividad de 2.03 en 27 entradas y un tercio, mientras se desempeñó como abridor en cinco juegos cerca del final de la temporada.
En 2004, Carrasco lanzó para los Kintetsu Buffaloes de la Liga del Pacífico de Japón, yéndose de 8-8 con cinco salvamentos y una efectividad de 5.57 en 53 apariciones como relevista. Comenzó la temporada 2005 con el equipo Triple-A afiliado a los Nacionales de Washington, New Orleans Zephyrs, donde se fue de 1-0 con cuatro salvamentos en ocho juegos sin permitir una carrera limpia, antes de ser llamado a filas y tener un año excelente para los Nacionales. Hizo 64 apariciones (10º en la liga), sobre todo como respaldo del cerrador Chad Cordero, lanzando 88-1/3 entradas, con una efectividad de apenas 2.04, aunque también comenzó cinco partidos. Su WHIP fue de 1.098, lo que habría sido suficientemente bueno para el quinto en la liga si hubiera tenido el número necesario de entradas lanzadas.
Después de la temporada de 2005, Carrasco se declaró agente libre y fue firmado por los Angelinos por $6.1 millones, contrato de dos años. En 2006, Carrasco se fue de 7-3 con una efectividad de 3.41 en 56 apariciones, tres como abridor. Pero en 2007, después de 29 apariciones en la que publicó una efectividad de 6.57, y permitiendo 8 jonrones en 38 entradas y un tercio, fue puesto en libertad. A la semana siguiente, Carrasco volvió a la organización de los Nacionales tras firmar un contrato de ligas menores. El 24 de enero de 2008, Carrasco firmó un contrato de ligas menores con una invitación a los spring training con los Piratas de Pittsburgh. Fue puesto en libertad el 26 de marzo de 2008. A principios de mayo, firmó un contrato de ligas menores con los Cachorros de Chicago. Los Cachorros lo liberaron a final de la temporada.
En 2009, Carrasco jugó en la Liga del Atlántico para los Newark Bears, los Long Island Ducks, y los Bridgeport Bluefish.

## Trivia
En 1995, Carrasco comió en un restaurante en Covington, Kentucky y se marchó sin pagar la cuenta de 31 dólares, dejando al camarero, Mo Egger, pagar la cuenta. Egger es ahora un locutor de radio en Cincinnati.